# Бумбокс (пристрій)

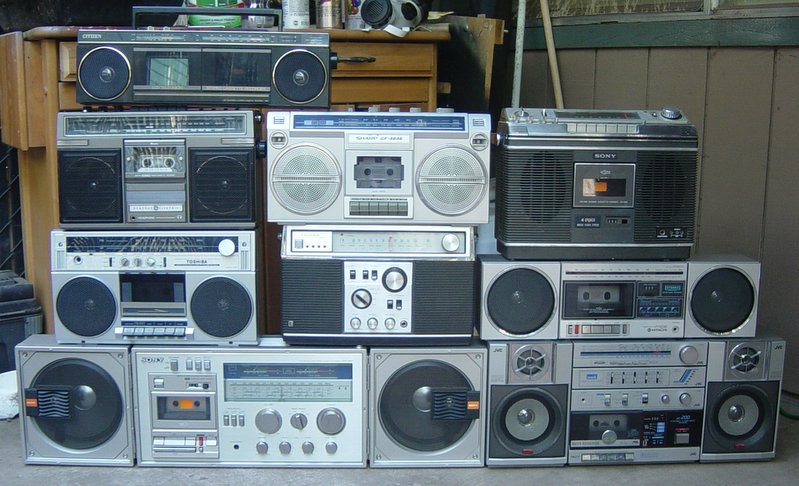
Асортимент ранніх бумбоксів.

Бумбо́кс (англ. Boombox, інакше англ. Ghettoblaster, англ. Jambox) — тип переносного аудіоцентра.

## Історія
Бумбокс був представлений на американському ринку в кінці 1970-х років. Спочатку так називався переносний подвійний стерео-магнітофон з радіоприймачем, гучним звуком і розширеними функціями басів.
Прагнення до більш гучних і важких басів призвело до більших і важчих боксів; до 1980-х років деякі бумбокси досягли розміру валізи.
Бумбокс швидко став асоціюватися з міським суспільством у Сполучених Штатах, особливо з афроамериканською та латиноамериканською молоддю. Широке використання бумбоксів у міських громадах призвело до того, що бумбокс назвали « бластером гетто ». У деяких містах подавали петиції про заборону бумбоксів у громадських місцях, і з часом вони стали менш прийнятними на міських вулицях. Бумбокс став тісно пов'язаним з американською хіп-хоп культурою і зіграв важливу роль у підйомі хіп-хоп музики.
Багато бумбоксів випускалися в одному й тому ж виконанні під різнимим марками або були клонами інших виробників, наприклад однаковий вигляд мали Watson RR-5600, Helix HX-4636,  та Oshiwa PC-9091.

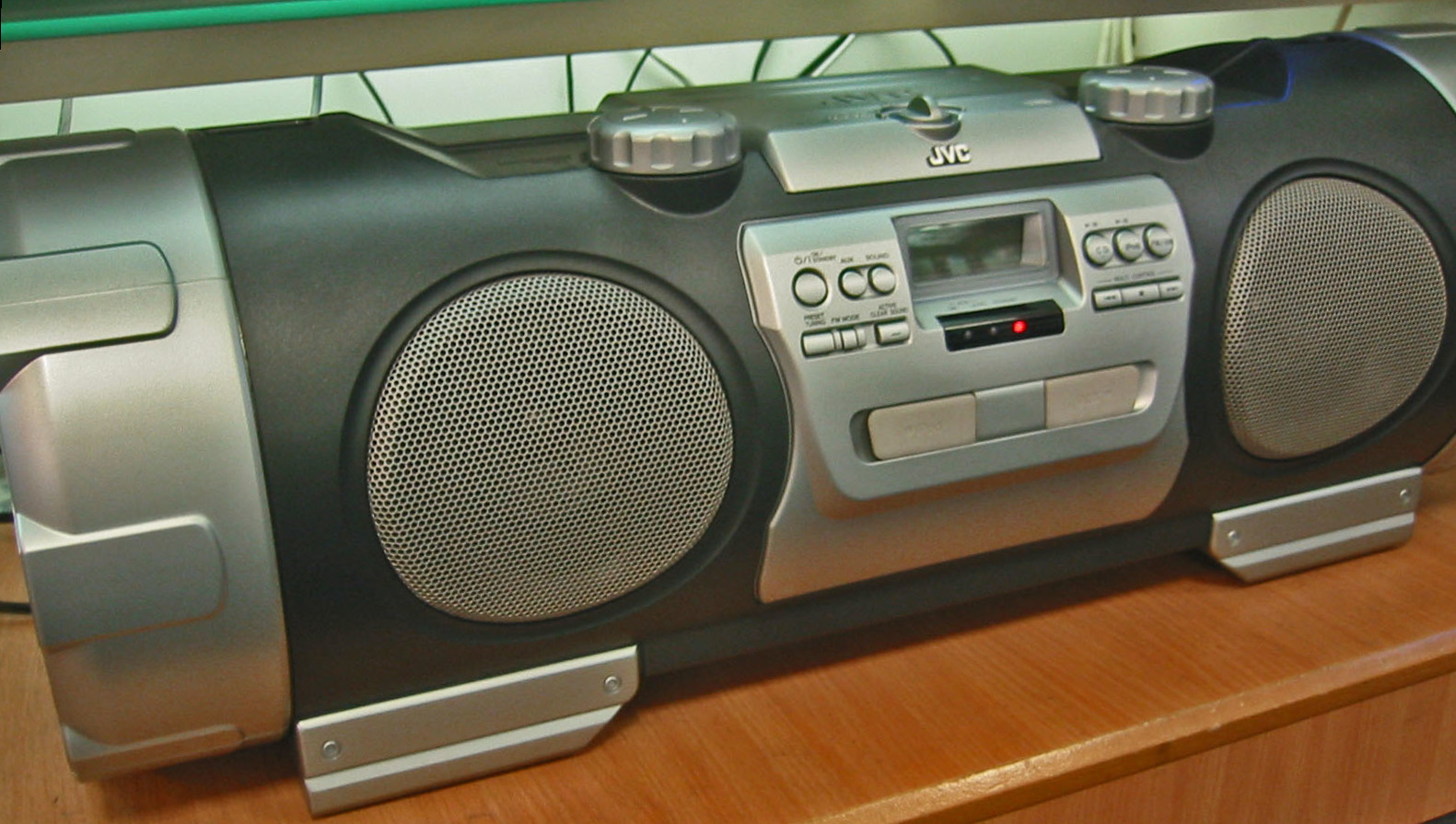
JVC BoomBlaster RV-NB10B

З 90-х років такий аудіоцентр комплектується CD-програвачем, а сьогодні в бумбоксах магнітофон зустрічається все рідше і рідше, поступово витісняючись сучаснішими електронними типами звукових носіїв.
З 2000-х, додано підтримку USB-флеш та карт пам'яті, Bluetooth, Wi-Fi та інші сучасні технології.
З 2010-х, витіснються малогабаритними Bluetooth-колонками.

## Характеристики
Розроблені для портативності, бумбокси можуть живитися як від батарейок, так і від мережі, але більшість бумбоксів працюють від батареї, що призводить до надзвичайно важких, громіздких ящиків які містять:
- 2 і більше динаміків великого розміру та додатково кілька меншого (часто спереду і по боках корпусу);
- Програвач компакт-касет (на 1-2 касети);
- CD-програвач;
- Радіоприймач з великою шкалою (подібно до радіол) та одну або кілька телескопічних антен;
- Дисплей для відображення рівнів звуку, назву композиції і іншої інформації;
- Панель еквалайзера;
- Вертикально встановлені "вертушки", світломузична ілюмінація, тощо.